# Lexus GS
Lexus GS är en serie premiumsedaner som säljs under Toyotas lyxmärke Lexus sedan 1991. Den första generationen Lexus GS såldes som Toyota Aristo i Japan och byggde på Toyota Crown Majestas plattform. Den andra generationen hade premiär 1997, följt av den tredje generationen som debuterade 2005. 2012 släpptes den fjärde generationen. GS klassificeras av Lexus som en premiumsedan. 
GS finns i tre versioner; två intelligenta hybrider och en V8. Lexus GS har tagits ur produktion för den europeiska marknaden.